# Dračyno
Dračyno, česky také Dračin (ukrajinsky Драчино, maďarsky Újtövisfalva, německy Dorndorf) je část města Svaljava, ve Svaljavské městské komunitě. Leží v okrese Mukačevo Zakarpatské oblasti Ukrajiny. V roce 2025 zde žilo 926 obyvatel.
V Dračyně je železniční stanice.

## Historie
Ves založili přistěhovalci z Německa a Slovenska, které pro rozvoj tohoto regionu pozval hrabě Schönborn. V roce 1820 hrabě Schönborn pozval a usadil několik rodin německých dřevorubců z Čech a přidělil jim 15 míst pro domy. Do uzavření Trianonské smlouvy byla ves součástí Uherska, poté součástí první československé republiky. Od roku 1945 byla součástí Ukrajinské sovětské socialistické republiky, která byla součástí SSSR. Od roku 1991 je součástí nezávislé Ukrajiny.

## Zajímavosti
- Gejzír minerální vody.
- Pomník sv. Cyrila a Metoděje.
- Blízko Dračyna je svaljavský Cyrilo-Metodějský ženský monastýr, postavený v 90. letech 20. století.[3]

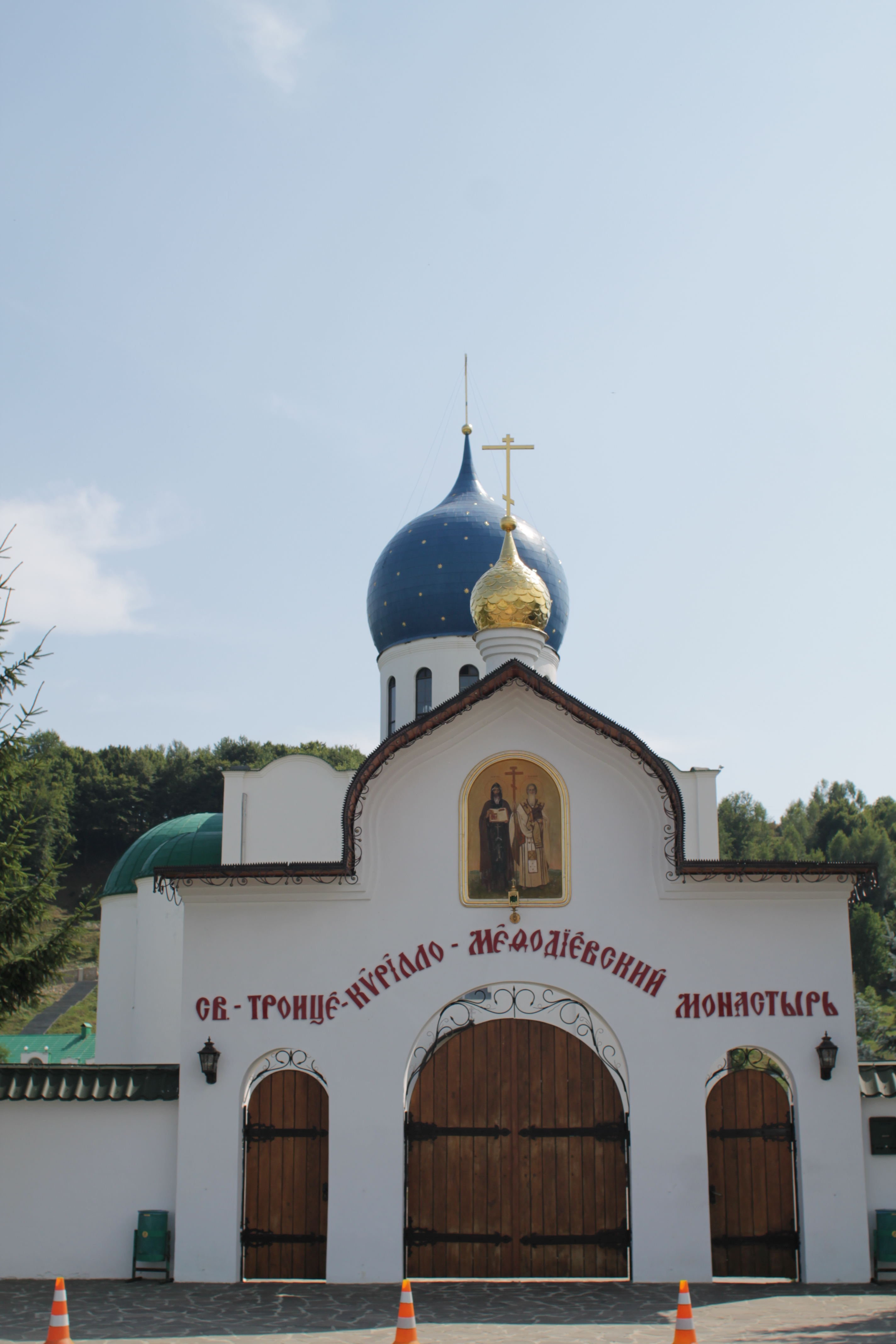
Cyrilo-Metodějský ženský monastýr